# Ectropothecium estrellae
Ectropothecium estrellae là một loài Rêu trong họ Hypnaceae. Loài này được (Müll. Hal.) Wijk & Margad. mô tả khoa học đầu tiên năm 1962.